# ألان هنتر (لاعب كرة قدم)
ألان هنتر (بالإنجليزية: Alan Hunter)‏ (30 يوليو 1964 بلارن في المملكة المتحدة - ) هو لاعب كرة قدم أسترالي في مركز الدفاع، شارك في الألعاب الأولمبية الصيفية 1988. وشارك مع منتخب أستراليا لكرة القدم. أما مع النوادي، فقد لعب مع كوينزلاند ليونز ونادي سيدني يونايتد 58 وCarlton SC ‏ وهايدلبرغ يونايتد ‏ وبريزبان سترايكرز ‏ وManly United FC ‏ ونادي باراماتا ‏.

## وصلات خارجية
- ألان هنتر على موقع قاعدة بيانات كرة القدم.إي يو (الإنجليزية)
- ألان هنتر على موقع ناشيونال فوتبول تيمز (الإنجليزية)
- ألان هنتر على موقع أوليمبيديا (الإنجليزية)